# Donja Krušica
Donja Krušica je zátoka v Chorvatsku, která se nachází na ostrově Šolta ve Splitsko-dalmatské župě. V této zátoce žije 0 obyvatel. Zátoka se nachází v severní části ostrova Šolta. Nachází se zde rurální pláž. Donja Krušica je součástí Donje Sela. S centrem Donje Sela je spojena asfaltovou cestou dlouhou 1 km.

## Vznik
Donju Krušici založili obyvatelé Donje Sela, aby sloužila jako rybářský přístav.